# Sito Pons 500cc Grand Prix
Sito Pons 500cc Grand Prix (сокр. Sito Pons) — компьютерная игра в жанре мотосимулятор, разработанная и изданная испанской компанией Zigurat Software в 1990 году.
Игра основывается на карьере испанского гонщика Сито Понса, который стал победителем в соревнованиях по шоссейно-кольцевым гонкам на мотоциклах в 1988 и 1989 году с объёмом двигателя до 250 см3. В 1990 году Сито Понс переходит в категорию до 500 см3 и игроку даётся возможность поучаствовать в соответствующих соревнованиях в роли одноимённого гонщика, управляя его мотоциклом во время прохождения 14 известных гоночных трасс. Игровой процесс базируется на контроле скорости мотоцикла при маневрировании и прохождении трассы. Игра предлагает несколько режимов от практики по отработке навыков до участия в мировом чемпионате.
Sito Pons выпущена в конце 1990 года для компьютеров ZX Spectrum, MSX, Amstrad CPC и DOS. В 1991 году игра вышла в составе сборника Powersports. Сотрудничество в издании и распространении велось с испанскими компаниями Erbe Software S.A. и Musical 1 S.A..
Игровая пресса положительно встретила Sito Pons — хорошо отозвалась о графике, реализме и чувстве скорости; рецензенты отметили высокую сложность игры; к недостаткам было отнесено качество звукового сопровождения.

## Сеттинг
Sito Pons помещает игрока в 1990-й год на место известного в Испании на то время мотогонщика Сито Понса. Действие происходит на 14 реальных гоночных трассах, таких как «Лагуна Сека», «Херес», «Хунгароринг» и тому подобные. Конкурентами выступают 7 известных гонщиков, в число которых входят Кевин Шванц, Эдди Лоусон, Уэйн Рейни и другие. В то время Сито Понс имел большую известность, так как он выиграл чемпионаты по шоссейно-кольцевым гонкам 1988 и 1989 годов в классе с объёмом двигателя до 250 см3 и в следующем году он принял решение об участии в главном чемпионате — в классе до 500 см3. На начало игры завершается чемпионат 1990 года, в котором Сито Понс занимает 10-е место. В рассматриваемые годы идут не только спортивные состязания, но и гонка автомобильной индустрии, которая стремится создавать все более мощные и быстрые машины. В распоряжении Сито Понса мотоциклы Honda, и компания перенимает некоторый опыт с его модели с двигателем объёма до 250 см3. В то же время для того, чтобы в соревнованиях был значим человеческий фактор, Международной мотоциклетной федерацией принимаются меры в ограничении мощности и требования к минимальной массе мотоцикла.
И таким образом на рубеже 1990/1991 годов Сито Понс готовится новому чемпионату, а покупатели приобретали игру, дающую им возможность принять вызов и взять на себя роль известного испанского мотогонщика, и так стать соучастником происходящего.

## Игровой процесс
Игра представляет собой мотосимулятор, выполненный в изометрической спрайтовой графике с видом сверху. Вид выполнен таким образом, что моделирует телевизионную трансляцию с соревнования, в которой внимание приковано к мотоциклисту игрока. Sito Pons использует горизонтальный и вертикальный скроллинг при движении, а во время поворотов фокус изменяется таким образом, чтобы игрок видел трассу согласно текущему вектору управляемого мотоцикла.

### Игровые механики
Управление построено таким образом, что при поворотах влево и вправо управляемый мотоцикл поворачивается против и по часовой стрелке соответственно. У игры графика спрайтовая, и мотоциклы отображаются в одном из восьми направлений (по вертикали, горизонтали или диагонали с разницей в 45°), в каждом из которых есть ещё по две степени наклона влево и вправо (см. илл.). Трассы же таковы, что трек может идти только согласно описанным 8 направлениям. Если игрок не поворачивает влево или вправо, то его мотоцикл стабилизируется в одном из 8 направлений. В начале поворота мотоцикл наклоняется и начинает смещаться в соответствующую сторону, и только через некоторое время осуществляется поворот на 45°. Таким образом, наклоны позволяют игроку маневрировать в рамках направления трассы, а более долгая активизация поворота изменяет вектор движения по 45° и это согласовано с геометрией трека.
В Sito Pons игрок в начале может выбрать один из четырёх уровней сложности. С повышением сложности каждый уровень улучшается поведение гонщиков-конкурентов, а также становятся более строгими условия падения с мотоцикла. Искусственный интеллект гонщиков включает в себя не только оценку ситуации на трассе, но и повышение риска в случае недостаточного числа очков в зачёте или ошибки во время движения по треку. Во время прохождения трассы игроку нужно удерживать мотоциклиста на покрытии трека, а если этого не удаётся, то спортсмен падает и мотоцикл после движения по инерции останавливается. После гонщик садится на мотоцикл, и игрок может самостоятельно вернуться на трассу и продолжить гонку. Если же падение было «тяжёлым» (например, столкновение с препятствием вне трассы), то на этом гонка для потерпевшего заканчивается. Падения могут происходить при иных обстоятельствах: резком наборе скорости или маневрировании, столкновении с другими мотоциклами и других. При этом игровая механика опережения такова, что при небольшой разнице в скорости два участника соревнования могут двигаться очень близко. Ещё одним элементом сложности является наличие у управляемого мотоцикла Honda 6 передач. На первых двух уровнях сложности они переключаются автоматически, а на последующих это уже нужно делать игроку самостоятельно. Применение ручной коробки передач позволяет получить гонщику дополнительную свободу, например, полноценно использовать передачу при разгоне или помогать двигателем при торможении.

### Режимы
Игра имеет несколько режимов, основным из которых является участие в мировом чемпионате. В случае его выбора игрок последовательно проходит все 14 трасс, для каждой из которых по результату даётся некоторое число очков. В итоге победителем становится тот из гонщиков, кто набрал наибольшее число очков. Для каждой из трасс и для каждого из гонщиков сначала проводится квалификационный заезд, который представляет собой прохождение одного круга трека на время. По результатам квалификации формируются стартовые места гонщиков в основном заезде, в котором участвует до 8 мотоциклистов и им нужно пройти три круга за минимальное время, что и формирует результат всей трассы. После подведения итогов происходит переход к следующей трассе.
Кроме основного режима Sito Pons предлагает режим практики, когда игрок может выбрать любую трассу и тренироваться на ней без соперников произвольное время. Следующим режимом является Гран-при одной из трасс на выбор игрока. Ещё одним режимом является демонстрация, когда стартует мировой чемпионат, а мотоциклом игрока управляет компьютер. В этом случае игрок становится зрителем телевизионной трансляции, в центре которой находится Сито Понс. В режиме мирового чемпионата в Sito Pons имеется возможность сохранения состояния игры по завершении трассы, когда игроку предоставляется пароль, в котором зашифровано состояние игры (трасса, очки спортсменов и т. д.). Соответственно, игрок может восстановить и продолжить игру при наличии такого пароля.

## Разработка и версии игры
Sito Pons была создана компанией Zigurat Software в конце периода, известного как золотой век испанской индустрии компьютерных игр. В 1990 году Zigurat Software разработала три игры, которые были сфокусированы на спортивных звёздах. Сначала это были Carlos Sainz: Campeonato del Mundo de Rallies об автогонщике Карлосе Сайнсе и Emilio Sanchez Vicario Grand Slam о теннисисте Эмилио Санчес. Третьей игрой в этой серии стала Sito Pons о мотогонщике Сито Понсе. При этом с мотогонщиком сотрудничество проходило в форме tie-in licence.
Игра была создана тремя людьми: программированием занимались Фернандо Рада Бриге (исп. Fernando Rada Briega) и Карлос Гранадос Мартинес (исп. Carlos Granados Martinez), над графикой работал Хорхе Гранадос Мартинес (исп. Jorge Granados Martinez), а геймдизайном занимались все трое упомянутых сотрудников Zigurat Software. Sito Pons вышла приблизительно в одно и то же время для платформ ZX Spectrum, MSX, Amstrad CPC и DOS в конце 1990 года. Издание и распространение игры проводилось совместно с испанскими компаниями Erbe Software S.A. и Musical 1 S.A..
Публикация в Microhobby с рецензией о Sito Pons вышла в декабре 1990 года, и в кассете журнала предоставлялась демоверсия игры. В следующем году Sito Pons была переиздана на дискете для компьютеров ZX Spectrum 128 в составе сборника Powersports, в котором было четыре спортивных игры от Zigurat Software.

## Оценки и мнения
| Иноязычные издания | Иноязычные издания | Иноязычные издания |
| Издание            | Оценка             | Оценка             |
| Издание            | Amstrad CPC        | ZX Spectrum        |
| ------------------ | ------------------ | ------------------ |
| MicroHobby         |                    | 92 %               |
| Micromanía         | 8/10               |                    |

В обзоре Microhobby игра описана как особенный и настоящий качественный продукт. По мнению редакции, игра великолепно реализована, и особенно в этом плане выделяется реализм, а также графика с выбранной перспективой телевизионной трансляции. Дополнительно похвалы удостоились играбельность и создание чувства скорости.
В рецензии Micromania были отмечены документация и наличие демонстрационного режима. Сама же игра охарактеризована прежде всего как сложная, в которой для приемлемых результатов игроку «потребуется потратить много часов». Положительные отзывы были оставлены по качеству графики и её реализма, управление было описано как точное, в скроллинг оказался «невероятно хорошим». Из недостатков критик указал на чрезмерно высокую сложность и звуковое оформление, так как оно свелось к неприятному и непрерывному звуку двигателя.
В 2014 году была опубликована ретро-рецензия на Sito Pons в испанском IGN. В этой статье игра была записана в одну из самых лучших 8-разрядных программ, в которой удачно были реализованы изометрическая перспектива и скорость, но в то же время, Sito Pons оказалась чрезвычайно сложной. Сравнивая версии для разных платформ, было отмечено, что игра для Amstrad CPC была самой лучшей относительно проработки графики, так как в ней цветов было больше двух, что отличало её от версии для ZX Spectrum. Относительно игрового процесса рецензент сообщил, что версии для всех платформ после некоторого освоения становятся практически одинаковыми.